# Diores griswoldorum
Diores griswoldorum är en spindelart som beskrevs av Rudy Jocqué 1990. Diores griswoldorum ingår i släktet Diores och familjen Zodariidae.
Artens utbredningsområde är Namibia. Inga underarter finns listade i Catalogue of Life.